# Zbrodnia w Werbniu
Zbrodnia w Werbniu – zbrodnia dokonana przez oddział UPA na polskiej ludności wsi Werbeń.
Werbeń był wsią ukraińską, w której żyło również kilkanaście rodzin polskich. Polacy posiadali w niej 35 zagród. Wszystkie te gospodarstwa zostały spalone i obrabowane w czasie napadu UPA w sierpniu 1943 roku. Zginęło ok. 30 Polaków.